# Mauriano (prefeito)
Mauriano (em latim: Maurianus) foi um oficial bizantino do século VII. É conhecido através de seu selo no qual é registrado como ex-prefeito; o obverso possui seu nome e título e no reverso há uma inscrição que alude a Teótoco.